# خواكين بليك
خواكين بليك (بالإسبانية: Joaquín Blake)‏ هو عسكري إسباني، ولد في 19 أغسطس 1759 في بلش مالقة في إسبانيا، وتوفي في 27 أبريل 1827 في بلد الوليد في إسبانيا.